# Albert Breier
Albert Breier (* 29. April 1961 in Paderborn) ist ein deutscher Komponist, Pianist und Schriftsteller.

## Leben
Albert Breier wuchs in dem ostwestfälischen Ort Sennelager bei Paderborn auf. 1979 ging er nach dem Abitur an die Musikhochschule Köln, Kompositionslehrer war für zwei Semester Jürg Baur. Danach arbeitete er als Komponist autodidaktisch weiter, studierte daneben bis 1987 Philosophie und Musikwissenschaft an der Universität Hamburg, Klavier bei Roland Keller an den Musikhochschulen Lübeck und Wien.
Erste Auftritte als Pianist hatte Breier u. a. mit der Concord-Sonate von Charles Ives, einer Klavierfassung des ersten Satzes der 9. Sinfonie von Gustav Mahler sowie mit eigenen Werken. Entscheidend für Breiers weitere kompositorische Entwicklung war die Begegnung mit Morton Feldman bei den Darmstädter Ferienkursen für Neue Musik. Es folgten Versuche, von Feldman zu lernen, ohne in sklavische Abhängigkeit zu geraten. Ein Schlüsselwerk für die spätere Entwicklung ist sein dem Andenken Feldmans gewidmetes 2. Streichquartett (1988).
Ende der 80er und Anfang der 90er Jahre lebte Breier wieder in Köln. Er begann ein umfangreiches Selbststudium auf vielen Gebieten. Wichtig wurden die Entdeckung der klassischen chinesischen Landschaftsmalerei als einer wesentlichen Inspirationsquelle, das Studium der frankoflämischen Vokalpolyphonie des 15. Jahrhunderts, die Beschäftigung mit den Musiktraditionen Russlands und Georgiens sowie mit der russischen Religionsphilosophie. 1994 zog Breier nach Berlin, in der Folge entstanden zahlreiche Kammermusikwerke, oft für Freunde geschrieben. Seine Auftritte als Pianist nahmen zu, Einspielungen seiner Musik erschienen auf CD. 2002 erschien eine umfangreiche vergleichende Studie zu chinesischer Kunst und europäischer Musik: Die Zeit des Sehens und der Raum des Hörens. Ein Versuch über chinesische Malerei und europäische Musik.
Breier lehrte an der Universität der Künste Berlin. 2013 war er Stipendiat der Deutschen Akademie Villa Massimo in der Casa Baldi. Aufführungen hatte Breier außer in Deutschland vor allem im östlichen Ausland, besonders in Tschechien. Im Januar 2023 widmete die Bayerische Akademie der Schönen Künste in München ihm ein Portraitkonzert mit vier neuen Kammermusikwerken. Als Schriftsteller veröffentlichte Breier Essays, Rezensionen sowie 2014 zwei Bücher: Zahl und Moral. Ein Entwurf sowie Walter Zimmermann. Nomade in den Zeiten, beide 2014. Im selben Jahr zog Breier nach Dresden, dort zunehmende Vortragstätigkeit  und Beginn der Edition der Werke Norbert von Hannenheims.  Seit 2019 lebt Albert Breier wieder in Berlin. Er ist verheiratet und hat eine Tochter.

## Einflüsse, Verfahrensweisen und Stilistik
Die ersten eigenständigen Kompositionen Breiers entstanden zu Beginn der 80er Jahre. Sie zeigen Einflüsse Bernd Alois Zimmermanns und György Ligetis. Die Collagetechnik Zimmermanns gab Breier allerdings bald auf zugunsten einer stärker vereinheitlichten Musiksprache, die nach und nach ganz auf Stilzitate verzichtet. Die Auseinandersetzung mit dem Werk Morton Feldmans findet ihren ersten Niederschlag in dem einstündigen 2. Streichquartett, das Breier dem Andenken Feldmans gewidmet hat. Breier verzichtet allerdings weitgehend auf Feldmans Pattern-Technik, zudem ist seine Musik mehr linear als harmonisch geprägt. Ab 1998 verwendete Breier für einige Jahre eine neue, den eigenen kompositorischen Intentionen besser gerecht werdenden Notationsweise, die unter anderem durch das Fehlen von Taktstrichen gekennzeichnet ist. Es entstehen einige sehr ausgedehnte Stücke, die ein konzentriertes Hören verlangen, bei dem jedes Detail im Gedächtnis bleibt und das Erfassen der Großform an die Erinnerungsfähigkeit gebunden ist. Die Einflüsse der chinesischen Landschaftsmalerei zeigen sich bei Breier in einem Denken in großen Linienzügen, in der fast kalligraphischen Ausgestaltung der Details sowie in einer Verbindung von Konstruktivem und Improvisatorischen. Freiheiten der Ausführung gibt es allerdings nicht, alles ist präzise notiert.
Seit dem Orchesterstück Licht im Vorübergehen von 2009 treten klangliche Aspekte immer mehr in den Vordergrund. Die lineare Schreibweise verbindet sich mit genau ausgehörten Klangmomenten. Breiers Orchesterbehandlung verzichtet auf gängige Effekte. Sie beruht auf einem klanglichen Kontinuum zwischen unbegleiteten Soli und höchst differenzierten Klangmischungen von zum Teil sehr hoher Komplexität. Es entsteht eine Art musikalische Landschaftskunst, mit Werken von episch-lyrischem Charakter, in denen die Schönheit abstrakter Linien im Vordergrund steht.

## Kompositionen
Breier schrieb Musik für alle üblichen Gattungen mit Ausnahme von Oratorium und Oper. Es überwiegt die Instrumentalmusik. Die Klavierstücke I-VI (1983–96) bilden einen großen Zyklus, bei dem jedes Stück auch für sich gespielt werden kann. Ein Pendant dazu bilden sechs Streichquartette (1983-), von denen das letzte allerdings bisher unvollendet ist. In der Kammermusik favorisiert Breier die Triobesetzung in verschiedensten Kombinationen, darunter neben zwei Streichtrios so ausgefallene wie Viola, Horn und Harfe oder Oboe, Violoncello und Klavier. Einen weiteren Schwerpunkt bildet Ensemblemusik für 6–20 Spieler, darunter finden sich ebenfalls Stücke in seltenen Besetzungen wie Wohnen in fernen Landschaften für vier Klarinetten, Streichquartett und Klavier.
Breiers Orchestermusik gipfelt in zwei (bisher unvollendeten) Zyklen aus jeweils drei Stücken: den Landschaften und den Großen Landschaften (2003-). Von den Landschaften sind fertiggestellt: Licht im Vorübergehen und Nebelatem, von den Großen Landschaften: Einsamkeit und Zuspruch sowie ein weiteres, bisher nicht betiteltes Werk. Breier hat zwei große Werke für Chor a cappella geschrieben, ein zwölfstimmiges Requiem (2000) und eine 24-stimmige Messe (2007). Das Requiem zeigt den Einfluss der frankoflämischen Vokalpolyphonie; die Messe beruht auf gregorianischen Gesängen, die in derart strikter Weise verwendet werden, dass es keine einzige „freie“ Note gibt. Ein Gegenbild dazu gibt das intime Stabat mater für Sopran und Violoncello (2016).
Als Bearbeiter widmete sich Breier vor allem der Musik Gustav Mahlers. Neben einer Klavierfassung von dessen Neunter Sinfonie existiert eine Version der Kindertotenlieder für Oboe, Violoncello und Klavier.

## Breier als Pianist
Breier hat in Konzerten oft eigene Werke gespielt, sämtliche der Klavierstücke I-VI wurden von ihm uraufgeführt. Musik von William Byrd, Orlando Gibbons und Johann Jakob Froberger spielt Breier auf dem modernen Klavier. Der Musik des von ihm verehrten Morton Feldman widmen sich zwei Einspielungen: Trio für Violine, Violoncello und Klavier sowie Piano für Klavier solo.

## Breier als Autor
Breiers schriftstellerische Tätigkeit hat ihre Schwerpunkte in zwei großangelegten Büchern. Die Zeit des Sehens und der Raum des Hörens – ein Versuch über chinesische Malerei und europäische Musik (2002) bringt zwei scheinbar völlig verschiedene Kunstformen in ein Verhältnis. Ausgangspunkt ist die oft beobachtete „Musikalität“ der chinesischen Malerei, die sich etwa darin äußert, dass das Betrachten eines chinesischen Rollbildes ein unumkehrbarer Prozess in der Zeit ist. Wird so die Zeitlichkeit der chinesischen Malerei betont, weist umgekehrt die europäische Musik Züge einer Raumkunst auf. Das zeigt sich Breier zufolge an der Art, wie ihre Formen abstrakt-räumlich gedacht sind, in Analogie zu konstruktiven Prinzipien der Architektur. Die Begrifflichkeit der musikalischen Analyse ist vorwiegend eine räumliche, umgekehrt kann die chinesische Malerei mit Zeitbegriffen beschrieben werden. Das argumentative Grundgerüst des Buches lässt Platz für allerlei kulturtheoretische Exkurse und Bemerkungen.
Zahl und Moral – Ein Entwurf (2014) stellt ebenfalls eine Beziehung zwischen zumeist getrennten Bereichen des Denkens her. Breier geht der Frage nach, ob das mathematische Denken in seiner Symbolsprache auch bestimmten Arten menschlichen Handelns Ausdruck gibt, ob mathematische und moralische Normen in gewisser Weise konformgehen. Er beschreibt die Verflechtungen von Zahl und Moral nach, wie sie sich in verschiedensten Kulturphänomenen der Vergangenheit und der Gegenwart zeigen. Eine historische und problemgeschichtliche Darstellung öffnet sich dabei in ein großes Panorama der Moderne, die von Breier als Zeitalter der Vereinigung des mathematischen und des moralischen Formalismus beschrieben wird. Der in seinem Dasein ganz von der Zahl beherrschte Mensch der Gegenwart zeigt sich schließlich als Träger einer bestimmten, genau benennbaren Moral, die sein Handeln bis zu den unscheinbarsten Verrichtungen hinab lenkt. Breier kommt zu dem Schluss, dass die behauptete Weltlosigkeit der Mathematik sich als Trug erweist, der seinerseits ein ethisches Urteil herausfordert.
2014 veröffentlichte Breier ein Buch über den Komponisten Walter Zimmermann: Nomade in den Zeiten. Daneben hat er eine umfangreiche Tätigkeit als Essayist und Rezensent entfaltet.

## Werkverzeichnis (Auswahl)

### Orchesterwerke
- Konzert für Klarinette und Orchester (1982)
- Berceuse für großes Orchester (1983)
- Wege des Wanderers für großes Kammerorchester (1989)
- Serenade für Orchester (1990)
- Verbundene Berge für großes Orchester (1992)
- Feld und Leuchten für Kammerorchester (1997)
- Große Landschaft III für Orchester (2002–03)
- Große Landschaft I für Orchester: Einsamkeit und Zuspruch (2008–10)
- Licht im Vorübergehen für Orchester (2009)
- Nebelatem für Orchester (2013)
- Quatre marches de 1913 für Blasorchester (2014)
- Blick auf die schwebende Stadt für Orchester (2015)
- INNSBRUCK für Alt und Streichorchester (2021)
- Landschaft III für Orchester (2022)

### Ensemblemusik
- Trauermusik für acht Bläser und Harfe (1980)
- Harmoniemusik für Bläseroktett (1990)
- Wohnen in fernen Landschaften für vier Klarinetten, Streichquartett und Klavier (1997)
- Wald der Klänge des Gedenkens für 18 Streicher, Glocken und Glockenspiel (1999)
- Komposition für drei Flöten, drei Klarinetten und drei Hörner (2000)
- Der Weg und die Zeit für Klavier, Schlagzeug, Violoncello, Violine, Flöte und Klarinette (2005–06)
- Himmelsstufen für Flöte, Klarinette, Violine, Viola, Violoncello und Schlagzeug (2018–19)

### Kammermusik
- 1. Streichquartett (1982)
- Bagatellen und Kanons für Streichquartett (1982)
- 2. Streichquartett (1988)
- Fünf Stücke für Violoncello und Klavier (1992–93)
- Quintett für Klarinette und Streichquartett (1993)
- Duo Nr. 1 für Violoncello und Klavier (1995)

- Sextett für zwei Violinen, zwei Violen und zwei Violoncelli (1996)
- Quartett für Violine, Viola, Violoncello und Klavier (1996)
- Trio für Oboe, Violoncello und Klavier (1996)
- Trio für Violine, Violoncello und Klavier (1997)
- Trio für zwei Violinen und Klavier (1997)
- Duo Nr. 2 für Violoncello und Klavier (1998)
- Trio für Flöte, Violoncello und Klavier (1998)
- 3. Streichquartett (1999)
- Trio für Violine, Viola und Violoncello (2001)
- 4. Streichquartett (2004)
- 5. Streichquartett (2008–12)
- Weiße Elegie für Viola und Klavier (2010)
- Schattenwechsel für Violine, Viola und Violoncello (2011)
- Schmaler Weg durch Dämmerung für Flöte, Klarinette und Violine (2012)
- Wellen unter dem Mond für Schlagzeug (2013)
- Trio für Viola, Horn und Harfe (2014)
- Trio für Violine, Viola und Klavier Nr. 1 (Bearbeitung des Trios für zwei Violinen und Klavier von 1997) (2015)
- Trio für Violine, Viola und Klavier Nr. 2 (Bearbeitung des Trios für Viola, Horn und Harfe von 2014) (2017)
- Zweite Elegie für Viola und Klavier (2019)
- Colours of Memories für Flöte solo (2019)
- Duo für Violine und Violoncello (oder Viola) (2020)
- Salve Regina für Sopran und Violoncello (2020)
- Chant d’en haut für Flöte, Klarinette und Violine (2021)
- Iubilus – Echo für Sopran solo (2021)
- Siebengesang für Flöte, Violine und Viola (2022)
- Sérénade aux yeux mi-clos für Flöte, Violine und Viola (2022)
- Streichquartett Nr. 6 (2022)
- Lied für Sopran und Klavier. Text: Clemens Brentano (2022)
- Dritte Elegie für Flöte, Violoncello und Klavier (2023)
- Fleurs des jardins secrets für Oboe oder Altsaxophon solo (2023)

### Klaviermusik, Orgelmusik
- Execution für Orgel vierhändig (1981)
- Klavierstück I (1984)
- Zehn Tänze für zwei Klaviere (1986)
- Klavierstück III (1987)
- Klavierstück IV (1987)
- Klavierstück II (1989)
- Klavierstück V (1993)
- Klavierstück VI (1996)
- Drei Lieder für Klavier (2009–12)
- Stiller Dienst für Orgel (2009–13)

### Vokalwerke
- Sieben Chorstücke nach Gedichten von Lucia Cors (1982–83)
- Drei Gedichte von Friedrich Hölderlin für Sopran und Kammerensemble (1983)
- Fünf Madrigale nach Gedichten von Paul Verlaine für fünfstimmigen Chor oder Ensemble (1988–1991)
- Wiegenlied für Sopran und Klarinette (1990)
- Sieben Gedichte von Oskar Pastior für Sopran und Klavier (1992)
- Requiem für zwölfstimmigen gemischten Chor a cappella (2000)
- Psalm 76 für achtstimmigen gemischten Chor a cappella (2001)
- Cantus poenitentialis für vier Solostimmen (2001)
- Messe für vierunzwanzigstimmigen gemischten Chor a cappella (2007)
- Sonnet of Evening für Mezzosopran, Flöte und Klavier (2012)
- Stabat mater für Sopran und Violoncello (2016)
- Lied (nach dem Chinesischen) für Sopran und Klavier (2016)
- Carmen 31 (Gaius Valerius Catullus) für Sopran und Klavier (2019)

### Bearbeitungen
- Johann Sebastian Bach: Drei Partiten für Violine Solo. Bearbeitung für Klavier (1989–1992)
- Gustav Mahler: 9. Symphonie in D-Dur. Bearbeitung für Klavier solo (1993)
- Alexander Skrjabin: Vers la flamme. Bearbeitung für Streichorchester (1994)
- Gustav Mahler: Kindertotenlieder. Bearbeitung für Oboe, Violoncello und Klavier (1997)
- Franz Schubert: Drei Nachtgesänge. Bearbeitung für Sopran (Tenor) und Orchester (2003)
- Schottisches Wiegenlied für Frauenchor, nach Johannes Brahms (2019)
- Schottische Klage für Frauenchor, nach Johannes Brahms (2019)

## Schriften (Auswahl)
- Die Zeit des Sehens und der Raum des Hörens. Ein Versuch über chinesische Malerei und europäische Musik, Metzler, Stuttgart 2002
- Norbert von Hannenheim. Zur Physiognomie eines unbekannten Komponisten, in: Musik-Konzepte 117/118, München 2002, 37–49.
- Chinesische Fragen. Der Komponist Shi-Rui Zhu über die neue Musik in China, Buchrezension, in: Musik & Ästhetik, Heft 27, Stuttgart 2003, 102–108.
- Wehrloser Ratgeber – Anton Webern als Lehrer. Buchrezension, in: Musik & Ästhetik, Heft 29, Stuttgart 2004, 117–120.
- Musik als Kunst der Zeit. Rede & Essay, in: kunstMusik. Schriften zur Musik als Kunst 5, Herbst 2005, 2–11.
- Der Geist der stillen Musik. Essay, in: Ostasiatische Zeitschrift, Neue Serie, Nr. 15, Frühjahr 2008, 7–18
- The Creature's Sign and Musical Note. Jakob Ullmann's View of Western Music. Review of Jakob Ullmann's Logos Agraphos: Die Entdeckung des Tones in der Musik (Berlin: Edition Kontext, 2006) Fall 2008 (Issue 3).
- Um Zeit. Essay, in: Positionen, Beiträge zur Neuen Musik 75/2008, 8–11.
- Zahl und Moral. Ein Entwurf; Passagen, Wien 2014.
- Walter Zimmermann. Nomade in den Zeiten, Wolke, Hofheim 2014.
- Wind Blowing Through Utopia. Essay, in: Živá hudba ♯6, Juni 2015, 22–37.

## Gespräche
- Mathematics, Ethics, and Time in Music. Albert Breier im Gespräch mit Peter Graham, in: Czech Music Quarterly, 2010.

## Über Albert Breier
- Stastný, Jaroslav: Klavírista Albert Breier, in: Harmonie, Dezember 2005, 26.
- Müller, Matthias: Von der Suche nach neuen Formen, in: Märkische Allgemeine Zeitung, 5. Februar 2007.
- Šťastný, Jaroslav: Hudba – obraz – poezie, in: A2 #31/2008.
- Helmut Rohm: Lebendiger Raum, erfüllte Zeit. Der Komponist Albert Breier, Radiosendung, Bayerischer Rundfunk 2. November 2009.

## Belege
1. ↑  Alben. In: Sonar Quartett. Abgerufen am 12. Juli 2020.
2. 1 2  Albert Breier: Die Zeit des Sehens und der Raum des Hörens. Ein Versuch über chinesische Malerei und europäische Musik. Metzler, M & P Schriftenreihe für Wissenschaft und Forschung, Stuttgart 2002, ISBN 3-476-45266-2.
3. ↑  Stipendien. In: Deutsche Akademie Rom Villa Massimo. Abgerufen am 12. Juli 2020.
4. ↑  Neue Vermessung des Himmels – Musik von Albert Breier aus den letzten vier Jahren. In: Bayerische Akademie der Schönen Künste. Abgerufen am 12. August 2023.
5. ↑  Konzerteinführung. In: Dresdner Philharmonie. Abgerufen am 12. Juli 2020.
6. ↑  Norbert von Hannenheim Edition, Boosey&Hawkes, hg. von Albert Breier. Norbert von Hannenheim: Sonate Nr. 1 für Viola und Klavier, ISMN 9790202535097, Sonate Nr. 2 für Viola und Klavier, ISMN 9790202535103, Suite für Viola und Klavier ISMN 9790202535220.
7. ↑  Boosey & Hawkes startet Hannenheim-Editionsreihe. In: Boosey & Hawkes. Oktober 2019, abgerufen am 12. Juli 2020.
8. ↑  Albert Breier Licht Im Vorübergehen für Orchester. In: SoundCloud. Abgerufen am 12. Juli 2020.
9. ↑  KlangNetz Dresden: Komponieren in Sachsen. In: Hochschule für Musik Carl Maria von Weber Dresden. Abgerufen am 12. Juli 2020.
10. ↑  Babett Kaiserkern: Aggressiv bis sinnlich. In: Potsdamer Neueste Nachrichten. 25. April 2016, abgerufen am 12. Juli 2020.
11. ↑  Philip Clark: Breier brings Mahler’s Ninth Symphony to the piano. In: Gramophone. Abgerufen am 12. Juli 2020 (englisch).
12. ↑  Morton Feldman, Trio, Albert Breier, Klavier; Kristina Radke, Violine; Adelheid Schloemann, Violoncello. New Classical Adventure – MA 96 12 824.
13. ↑  Albert Breier: Zahl und Moral. Ein Entwurf. Passagen Verlag, Reihe Passagen Philosophie, Wien 2014, ISBN 978-3-7092-0132-9.
14. ↑  Albert Breier: Walter Zimmermann. Nomade in den Zeiten (= Archive zur Musik des 20. und 21. Jahrhunderts. Band 14). Wolke Verlag, 2014, ISBN 978-3-95593-114-8.
15. ↑  Archive zur Musik des 20. und 21. Jahrhunderts. In: Wolke Verlag. Abgerufen am 15. Juli 2020.
16. ↑  Albert Breier: Wie klingt Europa im 21. Jahrhundert? In: Bayerische Akademie der Schönen Künste (Hrsg.): Jahrbuch 33 / 2019. 1. Auflage. Wallstein Verlag, Göttingen 2020, ISBN 978-3-8353-3664-3, S. 243–247.
17. ↑  Albert Breier: Um Zeit. (PDF) In: Positionen. Abgerufen am 15. Juli 2020.

| Personendaten    | Personendaten                                   |
| ---------------- | ----------------------------------------------- |
| NAME             | Breier, Albert                                  |
| KURZBESCHREIBUNG | deutscher Komponist, Pianist und Schriftsteller |
| GEBURTSDATUM     | 29. April 1961                                  |
| GEBURTSORT       | Paderborn                                       |